# Gravissimum Educationis
Gravissimum Educationis est la Déclaration sur l'éducation chrétienne de l'Église catholique produite lors du IIe concile œcuménique du Vatican. Elle fut approuvée par un vote favorable de 2 290 voix pour et 35 voix contre et fut promulguée par le pape Paul VI le 28 octobre 1965.
Le titre de la déclaration signifie (en latin) : L’extrême importance de l’éducation et est dérivé des premiers mots de la déclaration même.

## Contenu
Le premier objectif d'une éducation chrétienne (à laquelle tout chrétien a droit) est de faire connaitre par stades successifs le mystère du  Salut, de faire croître le don de la foi reçue personnellement au baptême, d'apprendre à adorer Dieu en vérité comme Père et Fils dans l'Esprit, et de former le baptisé à vivre de manière plénière dans la conscience de ses droits et devoirs.
1. Préambule
2. 1. Droit universel à l’éducation
3. 2. L’éducation chrétienne
4. 3. Les responsables de l’éducation
5. 4. Moyens variés au service de l’éducation chrétienne
6. 5. Importance de l’école
7. 6. Devoirs et droits des parents
8. 7. Éducation morale et religieuse à l’école
9. 8. Les écoles catholiques
10. 9. Les différentes sortes d’écoles catholiques
11. 10. Facultés et universités catholiques
12. 11. Les facultés de théologie
13. 12. La coordination dans le domaine scolaire
14. Conclusion

## Fondation Gravissimum Educationis
Le 28 octobre 2015, pour les initiatives promues à l’occasion de la cinquantième année de la déclaration, le Pape François a créé la Fondation Gravissimum Educationis dans le but de poursuivre les finalités scientifiques et culturelles destinées à promouvoir l’éducation catholique dans le monde.